# Заярченко Наталія Олександрівна
Наталія Олександрівна Заярченко — українська художниця, майстриня петриківського розпису, член Національної спілки художників України.
У 1968-1970 роках викладала в Дніпропетровській дитячій художній школі. У 1974 року закінчила Київський художній інститут.
У 1974-1999 роках викладала в Запорізькій дитячій художній школі, а у 1980-1995 роках обіймала в ній посаду заступника директора з навчальної роботи.
Мала персональні виставки в Запоріжжі у 1980-ті роки. Проілюструвала низку видань творів художньої літератури, зокрема дитячої. Серед них «Вій» Миколи Гоголя та «Лісова пісня» Лесі Українки.
Нагороджена бронзовою медаллю ВДНГ УРСР (1986).
Була одружена з Анатолієм Васильовичем Заярченком (1948-1999).